# Пирамида на Слънцето
Пирамидата на Слънцето е най-голямата постройка в град Теотиуакан и сред най-големите в Мезоамерика.
Намира се на Булеварда на мъртвите между пирамидата на Луната и цитаделата и е част от голям храмов комплекс в сърцето на града. Намира се на 40 km от Мексико сити.

## История
Името пирамида на Слънцето идва от ацтеките, които пристигат в града на теотиуаканите, векове след като е изоставен. Името, което строителите са дали на пирамидата, е неизвестно.

## Описание
| Размери              | Стойност           |
| -------------------- | ------------------ |
| Височина             | 71,17 м            |
| Обиколка на основата | 794,79 м           |
| Страна               | 223,48 м           |
| 1/2 страна           | 111,74 м           |
| Ъгъл на наклона      | 32.494 градуса     |
| Обем                 | 1 184 828,31 куб.м |

## Изследвания
Под пирамидата е открита пещера, която може да бъде достигната през изкопан тунел. Първоначално се е считало, че тя от естествен произход, но по-късните изследвания показват, че са от изкуствен произход. Археолозите предполагат, че се намира гроб на древен владетел, за който не е известно нищо. В пирамидата и близката околност са открити малко предмети. Към това са включени върхове на стрели от обсидиан и фигури с човешка форма. В ъглите на пирамидите са открити детски гробове, които са вероятно положени в рамките на религиозни церемонии.